# 蒿素
蒿素（也称苦艾内酯）是一种有机化合物，分子式C15H18O4，属于γ-倍半萜内酯，性质与其结构类似物α-山道年相似